# Апелляционный суд Фиджи
Апелляционный суд Фиджи является одним из трех судов, учрежденных Главой 9 Конституции 1997 года, а другими являются Высокий суд и Верховный суд. Апелляционный суд был новым учреждением, созданным после вступления в силу Конституции 1997 года; два других суда существовали и раньше. Конституция уполномочивает Апелляционный суд «рассматривать и принимать решения по апелляциям» на все решения Высокого суда. Время от времени закон может передавать этому суду другие полномочия.
Апелляционный суд возглавляет Председатель Апелляционного суда. Главный судья не может занимать эту должность; Апелляционный суд является единственным судом, членство в котором Главному судье запрещено по конституции. Это должно дать Апелляционному суду определённую независимость от других судов. Также членами Апелляционного суда являются по крайней мере десять человек (которые также входят в состав Высокого суда), и лица, специально назначенные апелляционным судьёй.
Статья 129 Конституции гласит, что «Судья, который участвовал в судебном разбирательстве по делу, которое является предметом апелляции в суд вышестоящей инстанции, не должен участвовать в рассмотрении апелляции». Поскольку состав Высокого суда в значительной степени совпадает с составом Апелляционного суда и Верховного суда, этот пункт включен для предотвращения конфликта интересов.
Эти конституционные договоренности были временно нарушены государственным переворотом на Фиджи в 2000 году. По совету тогдашнего Верховного судьи Тимочи Туиваги Временное военное правительство коммодора Фрэнка Мбаинимарамы издало три указа о приостановлении действия Конституции и реформировании судебной системы. Верховный суд был упразднен, а главный судья был назначен председателем Апелляционного суда. После постановления Высокого суда от 15 ноября 2000 года о восстановлении Конституции, подтвержденного Апелляционным судом 2 марта 2001 года, прежний судебный порядок был восстановлен.
Гордон Уорд был назначен председателем Апелляционного суда и занимал эту должность до 2007 года. В 2007 году после военного переворота от 5 декабря 2006 года шесть судей из Австралии и Новой Зеландии ушли в отставку. Их заменили двое малайзийских судей, «ожидается, что вскоре последуют новые назначения из Азии».
Постановление Апелляционного суда в апреле 2009 года, который установил, что переворот 2006 года был незаконным, спровоцировал конституционный кризис. После постановления трёх судей Апелляционного суда, все из которых были из Сиднея, Австралия, президент Фиджи приостановил действие конституции страны и отстранил всех судей от должности. Во время действий президента двое из трёх судей находились в самолёте, направлявшемся в Австралию. Впоследствии была назначена новая коллегия из трех судей.